# الفيلق الحادي عشر (الإمبراطورية الروسية)
الفيلق الحادي عشر كان أحد فيالق الجيش الإمبراطوري الروسي.
قبل الحرب كان يتمركز في منطقة كييف العسكرية.

## التركيب
- فرقة المشاة الحادية عشر (وتسك)

اللواء الأول (كريمينتس)
فوج المشاة الحادي والاربعون سيلينجينسك
فوج المشاة الثاني والاربعون ياقوت
اللواء الثاني
فوج المشاة الثالث والاربعون أوخوتسك
فوج المشاة الرابع والاربعون كامشاتسكي
لواء المدفعية الحادي عشر
- فرقة المشاة الثانية والثلاثون

اللواء الأول
فوج المشاة المئة والخامس والعشرون كورسكي
فوج المشاة المئة والسادس والعشرون ريلسكي
اللواء الثاني
فوج المشاة المئة والسابع والعشرون بوتيلفسكي
فوج المشاة المئة والثامن والعشرون ستاروسكولسكي
لواء المدفعية الثاني والثلاون
- فرقة الفرسان الحادية عشر

اللواء الأول
فوج دراغونسكي الحادي عشر ريغا
فوج اولانسكي شوغيفسكي الحادي عشر
اللواء الثاني
فوج هوسار ايزجومسكا الحادي عشر
فوج دون القوزاق الثاني عشر
كتيبة مدفعية الخيالة الحادية عشر
كتيبة مورتيرنو الحادية عشر
- كتيبة الهندسية الحادية والعشرين

## القادة
- اللفتنانت الجنرال الأمير ايفان شاخوفسكايا، (1892)
- الليفتنانت الجنرال فلاديمير نيكولايفيتش فيليب، (3.03.1900-12.5.1903)
- اللفتنانت الجنرال التل (1.07.1903)
- الجنرال ميخائيل فيدوروفيتش اوروس، (13.01.1903-19.06.1904)
- اللفتنانت الجنرال (6.12.1907 جنرال المشاة) وايفان آلكساندروفيتش فولون، (1.06.1905-7.08.1911)
- اللفتنانت الجنرال (من مدينة 6.12.1912 جنرال المشاة) نيكولاي إيفانوفيتش بودفالنيوك، (7.08.1911-13.12.1912)
- جنرال الخيالة فلاديمير زخاروف، (13.12.1913-22.08.1914، 04.09.1915-25.10.1915)
- اللفتنانت الجنرال (من 10.04.1916، جنرال المدفعية) مايكل أ. بارانتسيف، (03.11.1915-06.04.1917)
- اللفتنانت الجنرال قنسطنطين لوكيتش غيلشيفسكي، (06.04.1917 --؟)